# Шульга, Владимир Гаврилович
Владимир Гаврилович Шульга (1935—2003) — советский и украинский учёный, доктор физико-математических наук, профессор.
Специалист в области теоретической и практической радиофизики и радиоэлектроники, автор более ста  научных работ и многих изобретений.

## Биография
Родился 30 марта 1935 года в селе Деменки Харьковской области.
В 1958 году окончил Киевский политехнический институт по специальности «Радиотехника» и по распределению с 1958 по 1960 год работал инженером. С 1960 по 1963 год обучался в аспирантуре радиотехнического факультета Киевского политехнического института и в 1964 году защитил кандидатскую диссертацию. В 1964—1969 годах работал в Харьковском институте радиоэлектроники (ныне Харьковский национальный университет радиоэлектроники): ассистент (1964), старший преподаватель (1965), доцент кафедры физики СВЧ (1969).
C 1969 по 1977 год Владимир Шульга работал в Донецком государственном университете (ныне Донецкий национальный университет) в должности декана физического факультета (1961—1971), заведующего кафедрой электрорадиотехники и радиоспектроскопии (1969—1974) и доцента этой же кафедры (1971—1977). В 1975 году защитил докторскую диссертацию по специальности «Физическая электроника» на тему «Взаимодействие разноскоростных электронных потоков и электромагнитных волн в электронно-волновой лампе бегущей волны».
В 1977 году В. Г. Шульга был назначен на должность ректора (1977—1980) и заведующего кафедрой оптики (1978—1984) Ужгородского государственного университета.
В 1984 году Владимир Гаврилович переехал в Киев, где работал доцентом и профессором кафедры акустики и акустоэлектроники родного вуза. После распада СССР остался на Украине, с 1998 года работал старшим научным сотрудником Института электродинамики Национальной академии наук Украины. Под его руководством было подготовлено 2 доктора наук и более 10 кандидатов наук.
Умер 4 января 2003 года.
В 1980 году стал лауреатом премии Совета Министров СССР в области науки и техники.